# Rafael Gomar i Lloret
Rafael Gomar i Lloret (Gandia, 1955), més conegut com a Rafa Gomar, és un escriptor valencià.

## Biografia
Va cursar estudis de Magisteri a l'Escola del Professorat d'EGB de València i els de llicenciat en Ciències de l'Educació (Pedagogia) a la Facultat de Filosofia i Ciències de l'Educació de València. Va exercir de mestre a l'escola pública durant sis anys. Des del 1987 fins al 2018 va treballar a la Sindicatura de Comptes de la Comunitat Valenciana com a traductor corrector.
La seua trajectòria literària se centra en el gènere narratiu, tot i que també ha conreat la poesia amb la publicació d'obres com ara Les quotidianies d'Arístides (1981), I nosaltres com la pols dormíem dins d'un calaix (1984) i Saxo (1987).
Pel que fa a la narrativa, ha publicat el diari Donato, 2,27 (1988); Hipòtesi (1991), premi de narrativa breu Vila de Mislata; Legítima defensa (1991), Premi Víctor Català i Premi de la Crítica dels Escriptors Valencians (1992); En blanc i negre (1995) i Viure al ras (2000). L'any 2003 va guanyar el XXXIX Premi Recull de Narrativa Joaquim Ruyra amb l'obra Batecs, que va ser publicada l'any 2004; i aquest mateix any va publicar també la novel·la curta Rin. El 2009 guanyà el Premi Andròmina dels Octubre amb la novel·la Andròmina. Rafa Gomar ha participat en els volums col·lectius A la fi de l'atzucac (1982) i Històries circulars i altres relats (2003). L'any 2019 va publicar la novel·la Vidres en la moqueta i el 2020 Dissabte, jazz, obra guanyadora del Premi Soler i Estruch. Arxivat 2024-07-13 a Wayback Machine.
Rafa Gomar també ha col·laborat en revistes com ara Papers de Cultura, Boom, Saó, El Temps, Caràcters o L'Aiguadolç, entre d'altres.